# Lili Simmons
Lili Simmons (* 23. Juli 1993 in La Jolla, San Diego, Kalifornien) ist eine US-amerikanische Schauspielerin und Model. Bekannt wurde sie durch ihre Rolle als Rebecca Bowman in der Cinemax-Fernsehserie Banshee.

## Leben
Simmons ist in La Jolla, einer Nachbarstadt von San Diego, geboren und aufgewachsen.

## Karriere
Simmons begann ihre Karriere als Ford-Model. Unter anderem modelte sie auch für die Modemarken Bebe Stores und Roxy. Weiterhin erschien sie in Werbespots und Print-Werbung für Unternehmen wie J.C. Penney und Saturn (Amerika). 2010 wechselte Simmons in die Schauspielerei und spielte bei der Web-Serie Hollywood is Like High School with Money mit, die auf dem gleichnamigen Buch basiert. Sie trat in einer Episode der Disney-XD-Sitcom Zeke und Luther auf und 2011 im Disney-Film Movie Star – Küssen bis zum Happy End. Im gleichen Jahr war Simmons in einer kleinen Rolle bei Mr. Sunshine zu sehen.
2012 spielte Lili Simmons in dem Film Fat Kid Rules the World und in einer Episode der Serie Jane by Design mit. 2013 wurde sie dann in einer Episode bei Vegas in einer Nebenrolle besetzt. Ihre bis dahin größte Rolle erhielt sie im gleichen Jahr, als sie als Rebecca Bowman, eine rebellische Amish-Frau, in der Cinemax-Serie Banshee – Small Town. Big Secrets. besetzt wurde. Ursprünglich hatte sie für die Rolle der Deva Hopewell vorgesprochen, aber: „They said, ‘She’s too old or too sexy’ or whatever“ (deutsch Sie sagten, ‘sie ist zu alt oder zu sexy’ oder was auch immer). Als sich Simmons wegen der Beerdigung ihrer Großmutter in Philadelphia aufhielt, wurde sie von den Produzenten der Serie gebeten, nach New York zu kommen, um für die Rebecca vorzusprechen. Diese Rolle erhielt sie schließlich auch. Im selben Jahr erschien Simmons in einer Bilderreihe des Maxim-Magazin.
2014 spielte sie Nebenrollen in Hawaii Five-0 und in der HBO-Serie True Detective. Im April 2016 wurde sie für die HBO-Serie Westworld, einer Neuauflage des gleichnamigen Films von 1973, verpflichtet. 2019 war sie als erwachsene Catwoman im Serienfinale der Krimiserie Gotham zu sehen. Sie ersetzte hierbei Camren Bicondova, welche die jüngere Selina Kyle in allen vorherigen Episoden verkörpert hatte.

## Filmografie (Auswahl)
- 2010: Hollywood is Like High School with Money (Webserie, 9 Episoden)
- 2010: Zeke und Luther (Zeke and Luther, Fernsehserie, Episode 2x23)
- 2011: Mr. Sunshine (Fernsehserie, Episode 1x02)
- 2011: Movie Star – Küssen bis zum Happy End (Geek Charming, Fernsehfilm)
- 2012: Fat Kid Rules the World
- 2012: Jane by Design (Fernsehserie, Episode 1x07)
- 2013: Vegas (Fernsehserie, Episode 1x13)
- 2013–2016: Banshee – Small Town. Big Secrets. (Banshee, Fernsehserie, 31 Episoden)
- 2014: True Detective (Fernsehserie, 2 Episoden)
- 2014–2017: Hawaii Five-0 (Fernsehserie, 6 Episoden)
- 2015: Bone Tomahawk
- 2016: Dirty Lies
- 2016, 2018, 2022: Westworld (Fernsehserie, 3 Episoden)
- 2017: Ray Donovan (Fernsehserie, 8 Episoden)
- 2017: Bad Match
- 2018: Law & Order: Special Victims Unit (Fernsehserie, Episode 20x05)
- 2018: The Purge – Die Säuberung (The Purge, Fernsehserie, 7 Episoden)
- 2019: Gotham (Fernsehserie, Episode 5x12)
- 2021: Sound of Violence
- 2022: Southern Gothic (Double Down South)
- seit 2022: Power Book IV: Force (Fernsehserie)